# Аеробіонти

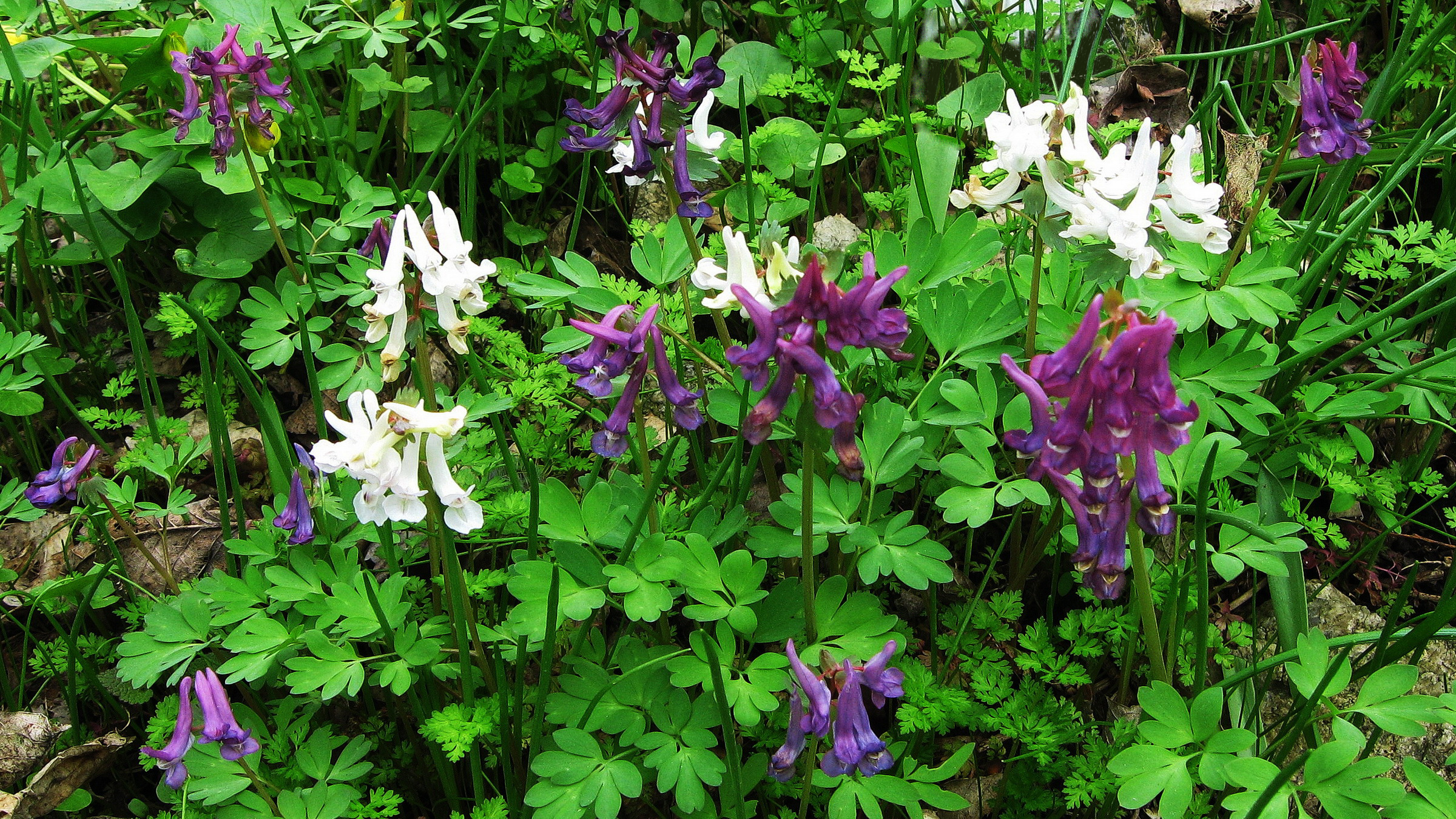
Ряст порожнистий — аеробіонтна рослина

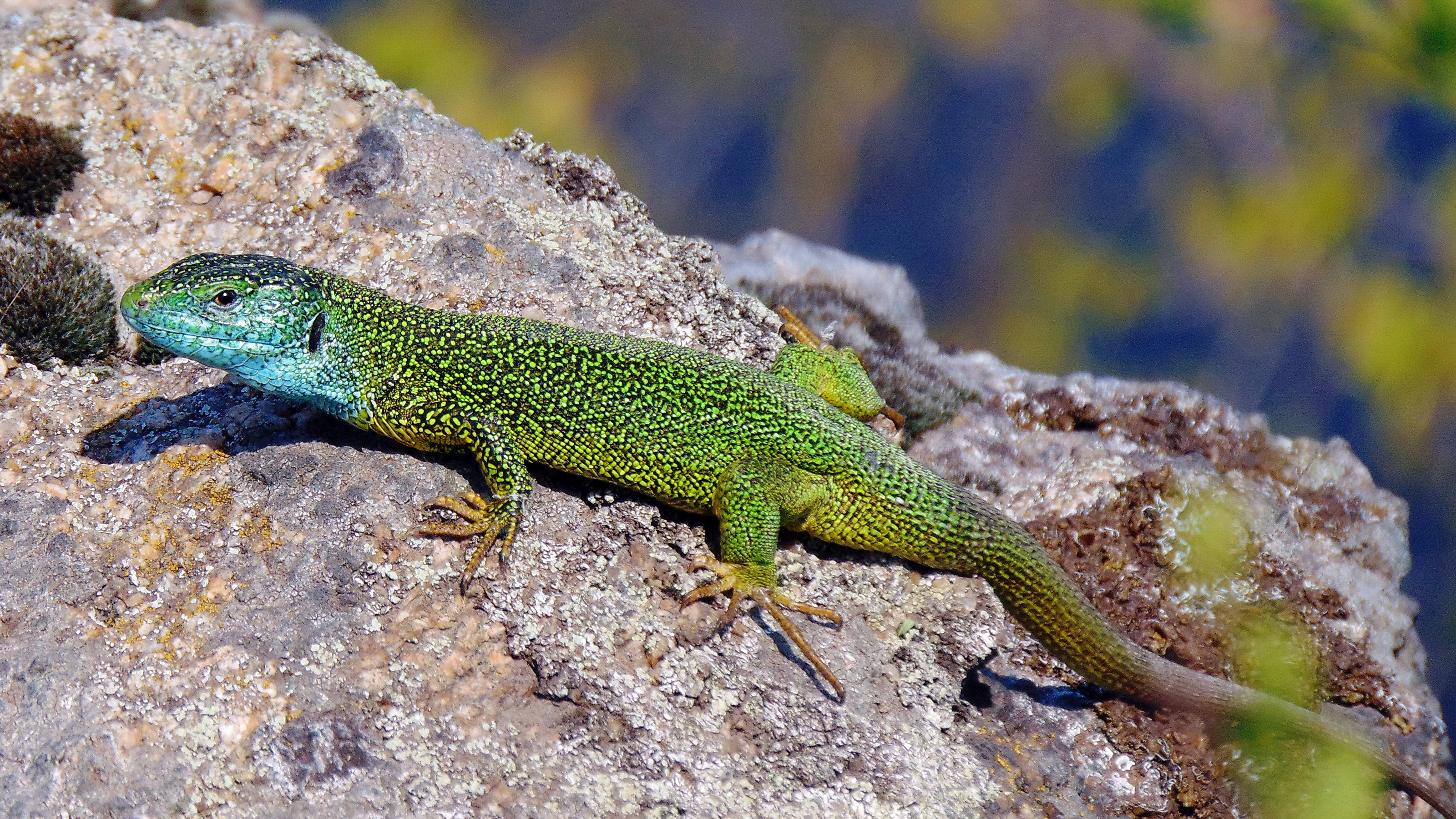
Ящірка зелена — тварина-аеробіонт

Аеробіонти (від грец. aēr — повітря + грец. biōn, род. відм. biōntos — той, хто живе) — організми, що населяють сушу (повітряно-наземне середовище).

## Визначення
До аеробіонтів належать організми (біонти), пристосовані до життя в повітряно-наземному середовищі. Вони дихають киснем атмосферного повітря. Спеціальними органами дихання ряду наземних тварин є легені (хребетні, павуки, наземні черевоногі молюски) або трахеї (комахи, багатоніжки).
Аеробіонтам можна протиставити гідробіонтів — водних організмів. Гідробіонти, на відміну від аеробіонтів, дихають киснем, розчиненим у воді. Спеціальними органами дихання багатьох водних тварин є зябри (риби, молюски, ракоподібні та ін.).